# Steenrijk (Curaçao)
Steenrijk is een buurt van Willemstad, de hoofdstad van Curaçao. Hij ligt iets ten oosten van Punda, het toeristisch centrum van Willemstad. Ook grenst Steenrijk aan de wijk Saliña. De zone Steenrijk omvat naast Steenrijk ook de buurten Mariepampoen en Kaya Kustbatterij en had in 2011 een inwonertal van 3.752.
In tegenstelling tot wat de naam doet vermoeden, is Steenrijk een arme volksbuurt, met vooral laagbouwwoningen.
Landerij Steenrijk werd op 20 mei 1804 aangekocht en omschreven als een "stuk grond", wat wil zeggen dat het een perceel betrof met hoogstens strohutten of helemaal geen woningen. Steenrijk bleef lange tijd overheersend bos, maar dit veranderde door de snelle opkomst van de olie-industrie in de eerste decennia van de twintigste eeuw met de bijbehorende grote immigratie en daaruit voortvloeiende acute woningnood. Naast het uitgeven van erfpachtgronden voor particuliere woningbouw werden er met steun van de overheid volkshuisvestingprojecten opgezet door particuliere woningbouwverenigingen, en later ook door het gouvernement zelf.
Onder meer de politici Helmin Wiels en George Jamaloodin groeiden op in Steenrijk.